# 1633 aux échecs
| Années des échecs : 1630 - 1631 - 1632 - 1633 - 1634 - 1635 - 1636    |
| Décennies des échecs : 1600 - 1610 - 1620 - 1630 - 1640 - 1650 - 1660 |

Cet article présente les faits marquants de l'année 1633 aux échecs.

## Événements majeurs
- Des juristes spécialisés en droit canon déclarent le jeu d’échecs comme un jeu autorisé[1].